# Caterina di Lorena (1585-1618)
Caterina di Mayenne, o Caterina di Lorena (1585 – Parigi, 18 marzo 1618), era figlia di Carlo di Lorena, duca di Mayenne (1554 – 1611) e di Enrichetta di Savoia-Villars  (1541 – 1611).

## Biografia
Il 1º febbraio 1599 a Soissons Caterina sposò Carlo I Gonzaga (1580-1637), duca di Nevers e Rethel e, dal 1627, duca di Mantova e del Monferrato.
Caterina partecipò attivamente all'amministrazione ed all'organizzazione dei feudi del proprio marito. Come lo stesso, lei era sinceramente pia e devota. Creò fondazioni religiose, monasteri, abbazie e chiese, scuole e ospedali.

Secondo Hilarion de Coste:
(Hilarion de Coste)
Allo stesso modo, nella nuova città da lei creata nel 1606 a Charles-ville:
(Hilarion de Coste)
Vi è poi un monastero carmelitano dell'antica osservanza, uno di carmelitane di Santa Teresa d'Avila, un collegio gesuita, un monastero del Santo Sepolcro, un convento francescano, una chiesa dei Cappuccini, un gran priorato della Milizia Christiana che serve da ospedale.
Alla sua morte, avvenuta all'età di 33 anni nel suo palazzo di Nevers, a Parigi, Caterina fu sepolta nella cattedrale di Nevers.

## Discendenza
Da Carlo I di Gonzaga-Nevers, Caterina ebbe:
- Francesco (1606 – 1622), futuro duca di Rethel dal 1619;
- Carlo, duca di Nevers e Rethel (1609 – 1631), che sposò Maria Gonzaga (29 luglio 1609 – 14 agosto 1660), figlia primogenita di Francesco IV Gonzaga;
- Ferdinando (1610 – 1632), futuro (1631) duca di Mayenne;
- Maria Luisa (1611 – 1667), andata sposa al Re di Polonia Ladislao IV Vasa, rimastane vedova, ne sposò il fratello Giovanni II Casimiro di Polonia;
- Benedetta (1614 – 1637), si fece suora e divenne badessa di Avenay-Val-d'Or;
- Anna Maria (1616 – 1684), andata sposa ad Enrico II di Guisa. Il matrimonio verrà annullato nel 1641 ed Anna si rimaritò con Edoardo di Wittelsbach-Simmern, dal quale ebbe una numerosa prole.

## Ascendenza
|                              |                          |                               | Genitori                                |  |  | Nonni |  |  | Bisnonni           |  |  | Trisnonni           |  |
|                              |                          |                               |                                         |  |  |       |  |  | Claudio I di Guisa |  |  | Renato II di Lorena |  |
|                              |                          |                               |                                         |  |  |       |  |  | Claudio I di Guisa |  |  | Renato II di Lorena |  |
|                              |                          | Filippina di Gheldria         |                                         |  |  |       |  |  | Claudio I di Guisa |  |  |                     |  |
| Francesco I di Guisa         |                          |                               |                                         |  |  |       |  |  | Claudio I di Guisa |  |  |                     |  |
|                              |                          | Antonia di Borbone-Vendôme    | Francesco di Borbone-Vendôme            |  |  |       |  |  |                    |  |  |                     |  |
|                              |                          | Antonia di Borbone-Vendôme    | Francesco di Borbone-Vendôme            |  |  |       |  |  |                    |  |  |                     |  |
|                              |                          | Antonia di Borbone-Vendôme    | Maria di Lussemburgo-Saint-Pol          |  |  |       |  |  |                    |  |  |                     |  |
| Carlo di Lorena              |                          | Antonia di Borbone-Vendôme    |                                         |  |  |       |  |  |                    |  |  |                     |  |
|                              |                          | Ercole II d'Este              | Alfonso I d'Este                        |  |  |       |  |  |                    |  |  |                     |  |
|                              |                          | Ercole II d'Este              | Alfonso I d'Este                        |  |  |       |  |  |                    |  |  |                     |  |
|                              |                          | Ercole II d'Este              | Lucrezia Borgia                         |  |  |       |  |  |                    |  |  |                     |  |
| Anna d'Este                  |                          | Ercole II d'Este              |                                         |  |  |       |  |  |                    |  |  |                     |  |
|                              |                          | Renata di Francia             | Luigi XII di Francia                    |  |  |       |  |  |                    |  |  |                     |  |
|                              |                          | Renata di Francia             | Luigi XII di Francia                    |  |  |       |  |  |                    |  |  |                     |  |
|                              |                          | Renata di Francia             | Anna di Bretagna                        |  |  |       |  |  |                    |  |  |                     |  |
| Caterina di Lorena           |                          | Renata di Francia             |                                         |  |  |       |  |  |                    |  |  |                     |  |
|                              | Renato di Savoia-Villars | Filippo II di Savoia          |                                         |  |  |       |  |  |                    |  |  |                     |  |
|                              | Renato di Savoia-Villars | Filippo II di Savoia          |                                         |  |  |       |  |  |                    |  |  |                     |  |
|                              | Renato di Savoia-Villars | Libera Portoneri              |                                         |  |  |       |  |  |                    |  |  |                     |  |
| Onorato II di Savoia-Villars | Renato di Savoia-Villars |                               |                                         |  |  |       |  |  |                    |  |  |                     |  |
|                              |                          | Anna Lascaris                 | Gian Antonio II Lascaris di Ventimiglia |  |  |       |  |  |                    |  |  |                     |  |
|                              |                          | Anna Lascaris                 | Gian Antonio II Lascaris di Ventimiglia |  |  |       |  |  |                    |  |  |                     |  |
|                              |                          | Anna Lascaris                 | Isabella d'Anglure                      |  |  |       |  |  |                    |  |  |                     |  |
| Enrichetta di Savoia-Villars |                          | Anna Lascaris                 |                                         |  |  |       |  |  |                    |  |  |                     |  |
|                              |                          | Alain de Foix                 | …                                       |  |  |       |  |  |                    |  |  |                     |  |
|                              |                          | Alain de Foix                 | …                                       |  |  |       |  |  |                    |  |  |                     |  |
|                              |                          | Alain de Foix                 | …                                       |  |  |       |  |  |                    |  |  |                     |  |
| Jeanne Françoise de Foix     |                          | Alain de Foix                 |                                         |  |  |       |  |  |                    |  |  |                     |  |
|                              |                          | Françoise de Prez de Monpezat | …                                       |  |  |       |  |  |                    |  |  |                     |  |
|                              |                          | Françoise de Prez de Monpezat | …                                       |  |  |       |  |  |                    |  |  |                     |  |
|                              |                          | Françoise de Prez de Monpezat | …                                       |  |  |       |  |  |                    |  |  |                     |  |
|                              |                          | Françoise de Prez de Monpezat |                                         |  |  |       |  |  |                    |  |  |                     |  |